# Dinazzano Po

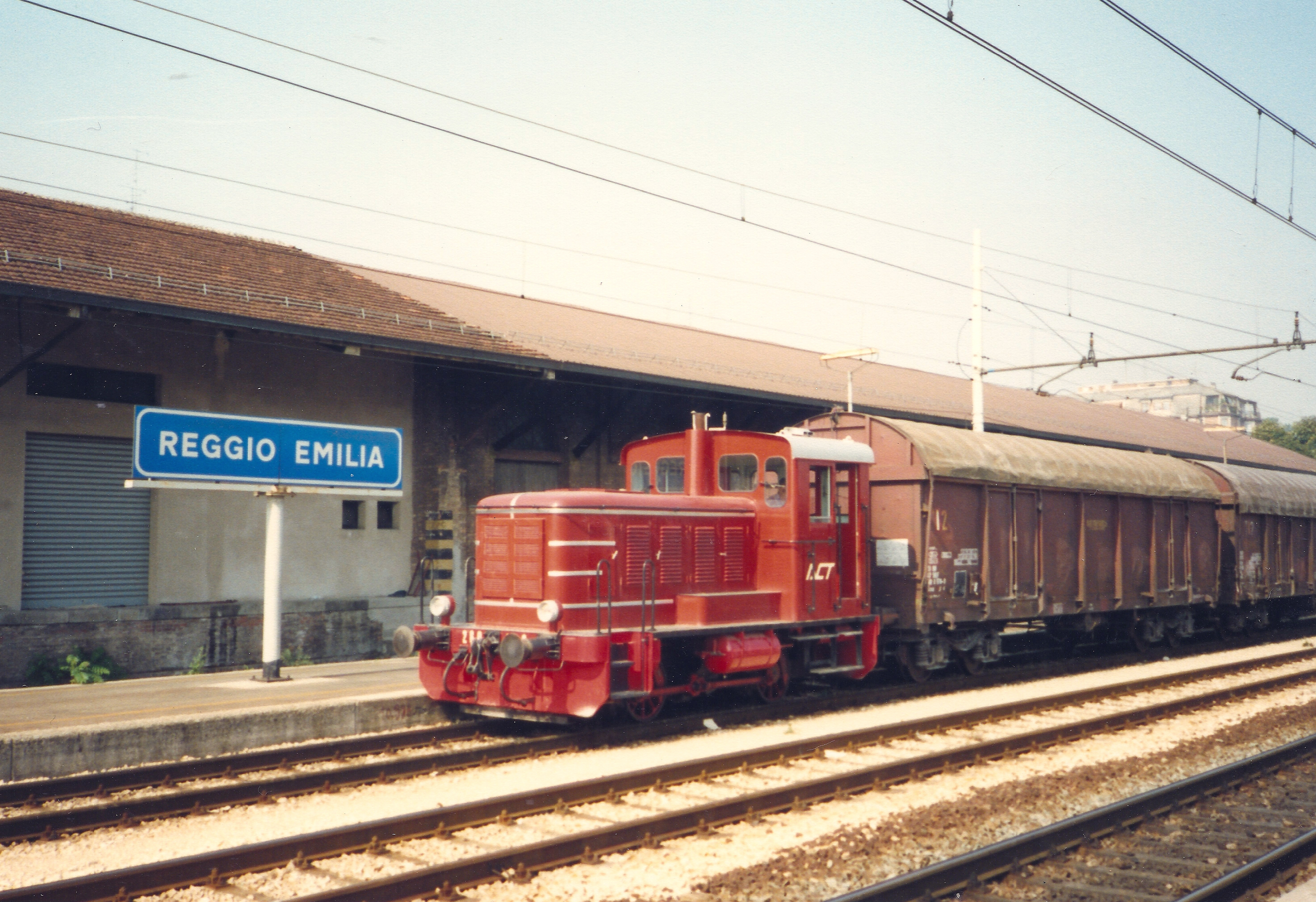
Manovre a Reggio Emilia

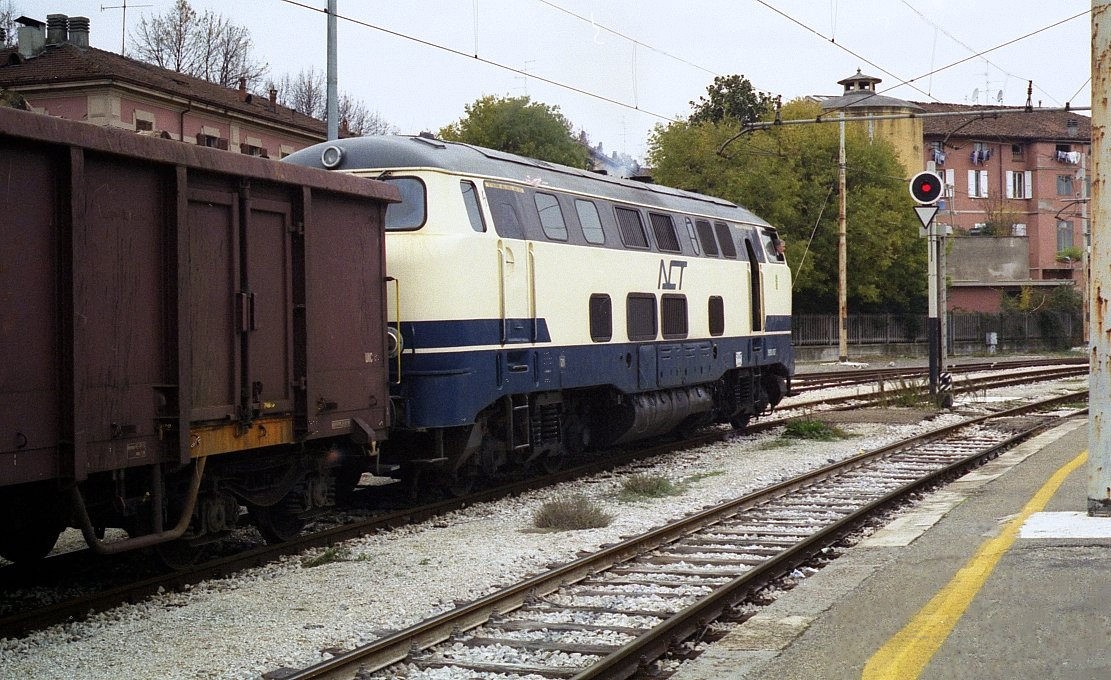
Treno con locomotiva 1900 007

Dinazzano Po è un'impresa ferroviaria italiana di diritto pubblico (partecipata da Tper), attiva nella trazione di treni merci e nello svolgimento di manovre su linee ferroviarie e impianti situati prevalentemente in Emilia-Romagna. È subentrata a TPER dal 2014.

## Storia
L'azienda nacque nel 2002 come società di gestione controllata da Azienda Consorziale Trasporti (ACT) di Reggio Emilia e dalla allora neocostituita Ferrovie Emilia Romagna (FER), per la gestione dello scalo merci di Dinazzano, posto lungo la ferrovia Reggio Emilia-Sassuolo e inaugurato nel 1985.
Uno scalo di minori dimensioni venne successivamente aperto a San Giacomo di Guastalla, a servizio della Padana Tubi, il cui utilizzo fu in seguito ridimensionato a causa della crisi economica.
Negli anni si susseguirono alcune variazioni societarie con l'ingresso nella compagine societaria della SAPIR, operatore logistico del porto di Ravenna e della relativa Autorità Portuale; tale apporto consentì di riorganizzare le manovre nel nodo ferroviario di tale città e il subentro di TPER a FER.
Nel giugno 2012 è stata perfezionata da parte di TPER la cessione a Dinazzano Po del proprio ramo d'azienda del settore merci.

## Dati societari
La licenza di impresa ferroviaria merci in possesso di Dinazzano Po è la numero 64, rilasciata il 15 ottobre 2012; il Certificato di Sicurezza per operare su rete RFI (parte A) è stato rilasciato dall'Agenzia Nazionale per la Sicurezza delle Ferrovie (ANSF) il 15 aprile 2014; analogo certificato per la rete FER è stato rilasciato il 6 agosto 2014.
L'operazione deliberata nel 2012 dall'Assemblea dei Soci di Dinazzano Po relativa al conferimento di ramo d'azienda TPER, comportò la ricapitalizzazione della Società con un aumento del capitale sociale, elevato a 38.705.000,00 Euro.

### Settori di attività
L'azienda svolge, in qualità di impresa ferroviaria, servizi di condotta, formazione e verifica su infrastrutture RFI e FER, nonché attività di manovra negli scali di Dinazzano, Guastalla, Rubiera, Reggio Emilia, Modena, Ferrara, Bondeno, Ravenna e Parma (scalo Barilla).

### Materiale di trazione

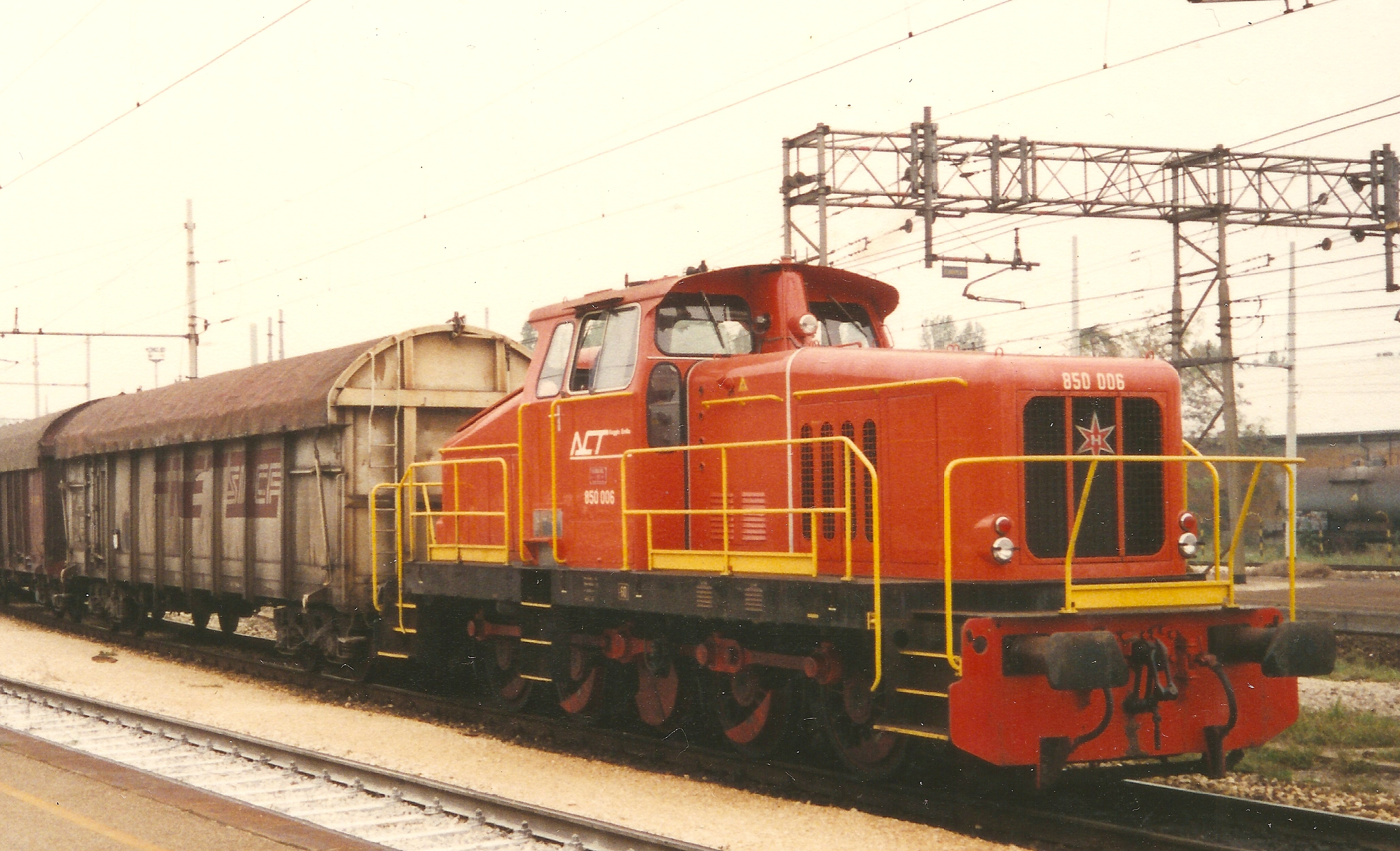
Locomotiva 850.006

All'avvio delle attività come impresa ferroviaria a Dinazzano Po venne trasferito l'intero parco locomotive TPER fino ad allora utilizzato per la trazione e la manovra. Il Vehicle Keeper Marking che identifica tale impresa come detentore è costituita dalla sigla "DPO".
Contestualmente furono ordinati veicoli di nuova costruzione quali la locomotiva da manovra MDD 4 realizzata dalla bulgara Express Service e la locomotiva da treno Vossloh D 284 002, primo esemplare del modello Eurolight a circolare in Italia. Locomotive di questo tipo erano destinate a soppiantare il gruppo di unità D.220, che vennero successivamente messe in vendita.
A fine 2014 Dinazzano Po disponeva in totale di un parco di 34 locomotive, di cui 22 immatricolate nel Registro di Immatricolazione Nazionale (RIN) e dunque atte alla circolazione su rete RFI.

#### Materiale motore - prospetto di sintesi
| Unità                                       | Tipologia                               | Quantità | Costruttore         | Anni di costruzione | Note                                                                                 |
| ------------------------------------------- | --------------------------------------- | -------- | ------------------- | ------------------- | ------------------------------------------------------------------------------------ |
| G 2000.014-024, 30-34                       | Locomotive diesel da treno              | 16       | Vossloh             | 2003/06             | Omologate per servizio su rete RFI                                                   |
| G 1000.001, 003                             | Locomotive diesel da manovra e da treno | 2        | Vossloh             | 2005, 2007          | Omologate per servizio su rete RFI                                                   |
| D.220.001, 011, 028-029, 041, 045, 051, 074 | Locomotive diesel da treno              | 3        | MaK, Kraus Maffei   | 1956/57             | Ex DB V 200, in corso di alienazione, omologate per servizio su rete RFI             |
| E.483.023, 024                              | Locomotive elettriche da treno          | 2        | Bombardier          | 2009                | Famiglia TRAXX, omologate per servizio su rete RFI                                   |
| E.494.201, 281                              | Locomotive elettriche da treno          | 2        | Bombardier          | 2019                | Famiglia TRAXX DC3, 201 a noleggio da LocoItalia, omologate per servizio su rete RFI |
| D.284.002                                   | Locomotiva diesel da treno              | 1        | Vossloh             | 2014                | Famiglia Eurolight, omologata per servizio su rete RFI                               |
| D.741.701, 707, 733-734                     | Locomotive diesel da manovra            | 4        | CZ Loko             | 2014/17             | D.741.734 temporaneamente accantonata per incidente                                  |
| D.744.006-007, 013, 027, 030-031            | Locomotive diesel da treno              | 6        | CZ Loko             | 2019/20             | Famiglia Effishunter 1000, omologate per servizio sulle reti RFI e FER               |
| 850.003-006                                 | Locomotive diesel da manovra            | 4        | Henshel             | 1958/61             | Ex DB 279, in corso di alienazione                                                   |
| MDD 4                                       | Locomotiva diesel da manovra            | 1        | Express Service     | 2014                |                                                                                      |
| DE.145.012-013                              | Locomotive diesel da manovra            | 2        | FIAT                | 1994/95             | DE.145.012 accantonata per incidente                                                 |
| DE.122.009-010                              | Locomotive diesel da treno              | 2        | IMPA                | 1989/90             | Accantonate                                                                          |
| 1900.007-008                                | Locomotive diesel da treno              | 2        | Krupp               | 1960/61             | Ex DB 216.001 e 006, accantonate                                                     |
| DJ 474.100                                  | Locomotiva diesel da manovra            | 1        | Deutsche Bundesbahn | 1962                |                                                                                      |
| 260.002                                     | Locomotiva diesel da manovra            | 1        | Deutz/Greco         | 1957                | In uso solo all'interno del DL MAFER di Reggio Emilia                                |